# Anceins
Anceins település Franciaországban, Orne megyében. Lakosainak száma 207 fő (2018. január 1.). Anceins Gauville, Notre-Dame-du-Hamel, Saint-Laurent-du-Tencement, Bocquencé, Couvains, La Gonfrière, Villers-en-Ouche és La Ferté-Frênel községekkel határos.

## Népesség
A település népességének változása:
| Lakosok száma | 254  | 228  | 221  | 195  | 178  | 223  | 223  | 199  | 191  | 207  |
|               | 1962 | 1968 | 1975 | 1982 | 1990 | 2008 | 2013 | 2015 | 2017 | 2018 |